# Seven de Londres 2001
El Seven de Londres de 2001 fue la primera edición del torneo inglés de rugby 7, fue el octavo torneo de la temporada 2000-01 de la Serie Mundial Masculina de Rugby 7.
Se disputó en la instalaciones del Twickenham Stadium de Londres.

## Fase de grupos

### Grupo A
| Equipo        | Encuentros | Encuentros | Encuentros | Encuentros | Tantos  | Tantos    | Tantos     | Puntos |
| Equipo        | jugados    | ganados    | empatados  | perdidos   | a favor | en contra | diferencia | Puntos |
| ------------- | ---------- | ---------- | ---------- | ---------- | ------- | --------- | ---------- | ------ |
| Nueva Zelanda | 3          | 3          | 0          | 0          | 114     | 5         | 109        | 9      |
| Canadá        | 3          | 2          | 0          | 1          | 36      | 53        | –17        | 7      |
| Rusia         | 3          | 1          | 0          | 2          | 29      | 76        | −47        | 5      |
| Georgia       | 3          | 0          | 0          | 3          | 19      | 64        | −45        | 3      |

Nota: Se otorgan 3 puntos al equipo que gane un partido, 2 al que empate y 1 al que pierda

### Grupo B
| Equipo    | Encuentros | Encuentros | Encuentros | Encuentros | Tantos  | Tantos    | Tantos     | Puntos |
| Equipo    | jugados    | ganados    | empatados  | perdidos   | a favor | en contra | diferencia | Puntos |
| --------- | ---------- | ---------- | ---------- | ---------- | ------- | --------- | ---------- | ------ |
| Australia | 3          | 3          | 0          | 0          | 92      | 5         | 87         | 9      |
| Argentina | 3          | 1          | 0          | 2          | 36      | 43        | –7         | 5      |
| Francia   | 3          | 1          | 0          | 2          | 54      | 65        | –15        | 5      |
| España    | 3          | 1          | 0          | 2          | 12      | 151       | −65        | 5      |

### Grupo C
| Equipo    | Encuentros | Encuentros | Encuentros | Encuentros | Tantos  | Tantos    | Tantos     | Puntos |
| Equipo    | jugados    | ganados    | empatados  | perdidos   | a favor | en contra | diferencia | Puntos |
| --------- | ---------- | ---------- | ---------- | ---------- | ------- | --------- | ---------- | ------ |
| Sudáfrica | 3          | 3          | 0          | 0          | 64      | 33        | 31         | 9      |
| Fiyi      | 3          | 2          | 0          | 1          | 76      | 41        | 35         | 7      |
| Escocia   | 3          | 1          | 0          | 2          | 39      | 57        | –18        | 5      |
| Portugal  | 3          | 0          | 0          | 3          | 33      | 81        | –48        | 3      |

### Grupo D
| Equipo              | Encuentros | Encuentros | Encuentros | Encuentros | Tantos  | Tantos    | Tantos     | Puntos |
| Equipo              | jugados    | ganados    | empatados  | perdidos   | a favor | en contra | diferencia | Puntos |
| ------------------- | ---------- | ---------- | ---------- | ---------- | ------- | --------- | ---------- | ------ |
| Inglaterra          | 3          | 3          | 0          | 0          | 77      | 24        | 53         | 9      |
| Samoa               | 3          | 2          | 0          | 1          | 98      | 27        | 71         | 7      |
| Gales               | 3          | 1          | 0          | 2          | 36      | 57        | –21        | 5      |
| Indias Occidentales | 3          | 0          | 0          | 3          | 19      | 122       | −103       | 3      |

## Fase Final

### Cuartos de final
| 28 de mayo | Nueva Zelanda | 28 - 12 | Argentina |  |  |

| 28 de mayo | Inglaterra | 12 - 14 | Fiyi |  |  |

| 28 de mayo | Sudáfrica | 14 - 21 | Samoa |  |  |

| 28 de mayo | Australia | 33 - 12 | Canadá |  |  |

### Semifinal
| 28 de mayo | Nueva Zelanda | 15 - 7 | Fiyi |  |  |

| 28 de mayo | Australia | 33 - 17 | Samoa |  |  |

### Final
| 28 de mayo | Nueva Zelanda | 19 - 12 | Australia |  |  |

| Bandera de Nueva Zelanda |
| Campeón Nueva Zelanda    |
| 5º título del circuito   |